# برنارد جون سميث
برنارد جون سميث (بالإنجليزية: Bernard John Smith)‏ هو جيولوجي بريطاني، ولد في 21 مارس 1951 في دورست في المملكة المتحدة، وتوفي في 31 أكتوبر 2012 في بلفاست في المملكة المتحدة.